# チクシュルーブ衝突体

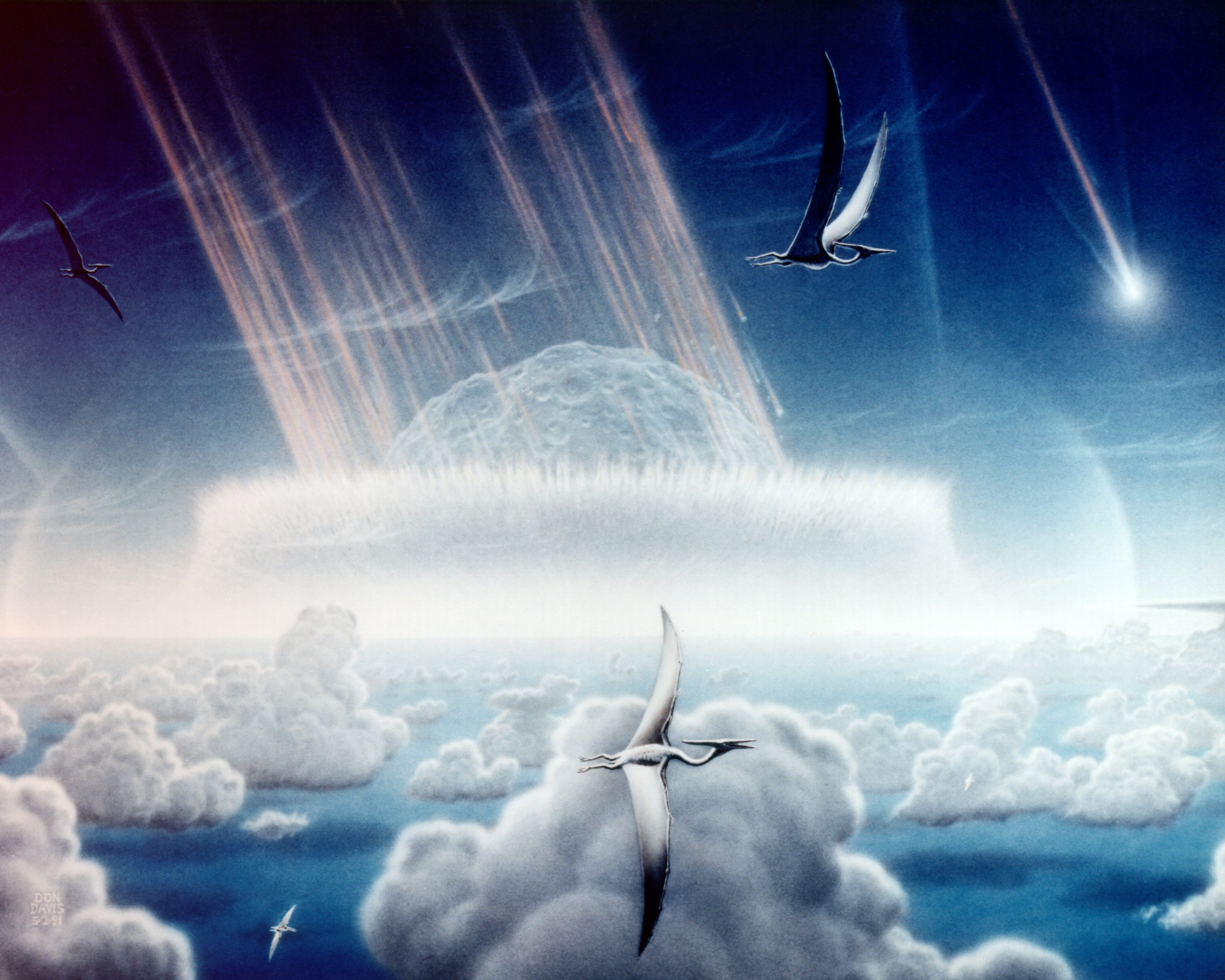
地球に衝突するチクシュルーブ衝突体の想像図。手前には翼竜が描かれている。

チクシュルーブ衝突体 (英: Chicxulub impactor) とは、白亜紀末期（約6600万年前）に地球へ衝突した直径10から15kmの小惑星である。チクシュルーブ隕石やチクシュルーブ小惑星とも呼ばれる。この天体は、現在のメキシコ・ユカタン州チクシュルーブの町から数km離れた地点に衝突し、チクシュルーブ・クレーターを形成した。衝突はK-Pg境界と同じ年代に起きたと推定され、大部分の恐竜の絶滅を含むK-Pg境界大量絶滅を引き起こしたという説が科学的なコンセンサスとなっている。クレーターの直径は160km以上あり、地球上に存在する既知のクレーターとして3番目に大きい。

## 母天体
衝突体がどこに起源を持ち、現存する小惑星帯とどのような関係にあるのかについては、いくつかの競合するモデルが存在する。2007年9月にウィリアム・ボトキ・David Vokrouhlický・David Nesvornýが『ネイチャー』で発表した説によると、1億6000万年前に小惑星帯内部で生じた天体衝突にチクシュルーブ衝突体の起源があるとされている。この衝突は、現在バティスティーナ族として知られている一群の小惑星を生じさせ、その中で現存する最大のメンバーがバティスティーナである。ボトキらは、チクシュルーブ衝突体は元々このグループに属していたと主張している。チクシュルーブ衝突体の微小な破片には炭素質の物質が大量に含まれている。これは衝突体が、バティスティーナのような炭素質コンドライトに富んだ珍しい種類の小惑星だったことを示唆している。ボトキらによると、直径約170kmの大きな母天体に直径約60kmの別の天体が衝突し、その時に生じた破片の1つがチクシュルーブ衝突体である。しかしながら、広視野赤外線探査機の新しいデータに基づいた2011年の研究では、バティスティーナ族の起源となった天体衝突が起きた時期は8000万年前とされた。これはボトキらの説に疑問を投げかけている。なぜなら、小惑星同士の衝突で生じた破片が、軌道共鳴や衝突の影響で地球に衝突する軌道に向かうプロセスには、典型的には数千万年を要すると考えられているためである。
他の説としては、小惑星のフローラ族に関連するというものがある。この説によれば、小惑星同士の衝突を起こしたLINEAR彗星 (354P)は、チクシュルーブ衝突体と同じグループに属する残骸かもしれない。